# فاطمة بوحمد
فاطمة بوحمد (22 ديسمبر 1984[بحاجة لمصدر] -)، مذيعة كويتية.

## عن حياتها
حاصلة على بكالوريوس تمثيل واخراج مسرحي من «المعهد العالي للفنون المسرحية»، بدأت في مجال تقديم البرامج عبر تقديم النشرة الأقتصادية في قناة الوطن، وفي عام 2010 قامت في تقديم برنامج «صباح الوطن» على ذات القناة كما قامت بتقديم حفلات «ليالي فبراير» بعام 2011 و«مهرجان صلالة» عام 2010، اتجتهت في بداية عام 2012 إلى قناة الراي وقدمت من خلالها برنامج «رايكم شباب»، ثم أنضمت إلى طاقم مذيعي تلفزيون الكويت.

## البرامج الذي قدمتها
- صباح الوطن (قناة الوطن).
- رايكم شباب (قناة الراي).
- خيمة الراي (قناة الراي).
- شباب قول وفعل (تلفزيون الكويت).
- صباح الخير ياكويت
- شاي الضحى

## الجوائز
- 2012:  الكويت - جائزة أفضل مذيعة من مهرجان «المميزون في رمضان».[3]